# Hayashi Narinaga
Hayashi Narinaga (林 就長?; 1517 – 19 luglio 1605) è stato un samurai daimyō giapponese del periodo Sengoku, servitore del clan Mōri.

## Biografia
Hayashi Narinaga nacque nel 1517 a Kawajiri  nella provincia di Bingo. Il nome d'infanzia di Narinaga è sconosciuto. Il suo anno di nascita è noto solo dalla sua età registrata alla morte avvenuta a 89 anni. In Giappone un bambino ha un anno alla nascita, quindi negli anni occidentali aveva 88 anni. Suo padre fu Kikuchi Takenaga che era un discendente del potente clan Kikuchi che governava la provincia di Higo.
Suo padre, Takenaga, proveniva da un ramo del clan Kikuchi che erano koku-jin-ryōshū (ji-samurai) nella provincia di Hōki. Il rapporto con il clan Kikuchi della provincia di Higo non è chiaro ma nella genealogia del clan Hayashi Takenaga risulta figlio di Kikuchi Takekuni di Higo ma questo è impossibile a causa degli anni di nascita. Gli studiosi ora credono che debba essere stato un nipote di Takekuni. Il clan Kikuchi di Higo fu rovesciato dal clan Ōtomo, un'altra potente famiglia del Kyūshū.
Il clan Kikuchi della provincia di Hōki aveva sede a al castello di Odaka ed era fedele del clan Yukimatsu della provincia di Izumo. Gli Yukimatsu erano vassalli del clan Yamana. Kikuchi Otohachi fu ucciso da Yamanaka Yukimori. Nel 1560 il clan Amago lanciò una campagna contro il clan Yamana e prese il controllo della loro terra così Narinaga assieme al padre si unì al ribellione.
Nel 1562 il castello di Odaka cadde nelle mani di Sugihara Morishige, un generale del clan Mōri. Il clan Kikuchi della provincia di Hōki erano vassalli del clan Yukimatsu, quindi dopo la loro caduta lasciarono la provincia di Bingo per diventare servitori del clan Mōri sotto la guida di Mōri Motonari: in quel momento sembra che suo padre, Takenaga, sia stato adottato nel clan Hayashi di Kawajiri e sia diventato noto come Hayashi Moku-no-jō Michiaki. Il titolo Moku-no-jō (segretario dell'ufficio di falegnameria) veniva tramandato nel clan Hayashi da alcune generazioni. Esiste una tradizione familiare secondo cui Takenaga sposò la figlia di un appartenente del clan Hayashi ma non ci sono documenti che lo provano. Esiste un documento di una lapide che Hayashi Yajirō di Kawajiri morì nel 1552 e potrebbe essere il padre di sua moglie. Il clan Hayashi di Kawajiri era tuttavia potente nell'area.
Narinaga potrebbe essere stato conosciuto in quel momento come Hayashi Saburōzaemon Shigesato (林三郎左衛門重眞?): un uomo con questo nome era signore del castello di Matsuoka ed è noto che in seguito Narinaga divenne il signore di questo castello. Vassallo di Mōri Motonari e gli fu data la posizione di karō e anche come ginzan-bugyō (funzionario minerario) della miniera d'argento di Iwami Ginzan, carica che mantenne fino al 1585 circa. Altri funzionari della miniera furono Hirasa Nariyuki (平佐就之?) e Ōhashi Hachizō (大橋八蔵?).
Dopo la morte di suo padre nel 1576 ereditò il titolo e divenne noto come Hayashi Moku-no-jō (林木工允).
Nel luglio del 1562 al durante l'assedio del castello di Toda, Mōri Motonari ordinò a Narinaga di andare come messaggero da Honjō Etchū-no-kami Tsunemitsu. Honjō Tsunemitsu governava il castello di Yamabuki nella provincia di Iwami ed era un vassallo del clan Amago, ma disertò e si alleò a Mōri Motonari nel 1563. Il castello di Yamabuki era strategicamente importante per il controllo della miniera d'argento Iwami Ginzan. Due anni dopo, nell'aprile del 1564, Narinaga partecipò al secondo assedio del castello di Toda.
L'assedio del castello di Kōzuki avvenne nel 1578, quando l'esercito di Mōri Terumoto attaccò e catturò il castello di Kōzuki nella provincia di Harima e Terumoto ordinò a suo zio, Kobayakawa Takakage, di portare rinforzi con una forza di 30.000 uomini. Narinaga e il suo primo figlio, Motoyoshi, che all'epoca aveva 21 anni, furono presenti alla battaglia e aiutarono a far cadere il castello. Al museo di Hiroshima c'è una lettera di ringraziamento da parte di Terumoto a Narinaga per la partecipazione di suo figlio alla battaglia. Il castello di Kōzuki fu catturato da Hashiba Hideyoshi l'anno precedente e affidato ad Amago Katsuhisa. Quando il castello cadde Katsuhisa si suicidò (seppuku) e il suo fedele ed eroico generale Yamanaka Yukimori fu catturato. Yukimori era il samurai che aveva ucciso molti anni prima il membro della famiglia di Narinaga, Kikuchi Otohachi.
Nel 1582 con la morte di Oda Nobunaga nell'incidente di Honnō-ji, Toyotomi Hideyoshi divenne l'uomo più potente del Giappone. Hideyoshi ricompensò Narinaga per la sua fedeltà e il merito in battaglia facendolo diventare signore dei castelli di Mukaiyama e di Matsuoka nella provincia di Bingo. Il castello di Matsuoka apparteneva originariamente al clan Matsuoka.
Nel 1584 Narinaga donò una statua raffigurante un Mōri Motonari seduto al tempio di Chōan (Chōan-ji) alla miniera d'argento Iwami Ginzan. La statua fu spostata in seguito nella sua posizione attuale nella casa della famiglia Mōri a Bofu, nella prefettura di Yamaguchi.
Nel 1586 Hideyoshi inviò una lettera di ringraziamento al suo esercito nella provincia di Chikuzen durante la campagna di Kyūshū indirizzata a diversi daimyō e generali che avevano avuto una grande vittoria dopo la conquista di un castello. Una delle persone a cui si rivolgeva era Narinaga, che in quel momento aveva il titolo di Tosa-no-kami (un titolo onorario) anche se non è noto quando lo avesse ricevuto. Nel 1587 faceva parte di un comitato creato da Mōri Terumoto col quale lavorò con fino 1591.
Nel 1588 viene registrato che Hayashi Tosa-no-kami venne promosso di posizione per ricevere ordini diretti da Hideyoshi sulle strategie per il Kyūshū, per cui Hideyoshi scelse Narinaga per questo lavoro poiché aveva una vasta conoscenza dell'isola dove i suoi antenati Kikuchi aveva regnato per secoli. Quell'anno Hideyoshi conferì il titolo Toyotomi uji (Toyotomi-no-asomi, cortigiano dei Toyotomi) ai suoi seguaci più stretti, incluso Narinaga. Nel luglio del 1588 a Narinaga viene assegnato il nuovo titolo di Hizen-no-kami.
Nell'aprile e nel dicembre del 1592 Narinaga divenne inviato diplomatico tra Hideyoshi e il clan Mōri assieme a Ankokuji Ekei. Uno dei motivi per cui furono inviati era di consegnare una lettera di ringraziamento da Hideyoshi a Mōri Terumoto per l'ospitalità che aveva ricevuto durante la sua visita al castello di Hiroshima. Quell'anno Hideyoshi ordinò l'invasione della Corea. Narinaga aveva già 75 anni quando fu mandato in guerra attraverso il mar del Giappone. Esiste una lettera presso il museo di Hiroshima indirizzata a Mōri Terumoto da Hideyoshi nella quale esprime preoccupazione per il suo vecchio amico Hayashi Hizen-no-kami Narinaga che era vecchio e in guerra..
Nel 1594 Narinaga tornò dalle invasioni della Corea dopo aver combattuto per due anni, aveva 78 anni e chiese il ritiro a Mōri Terumoto, il quale accettò. Narinaga diede a suo figlio Motoyoshi il castello di Matsuoka e costruì castello di Aka come castello per la sua vecchiaia. Suo figlio, Motoyoshi, ricevette uno stipendio annuale di 2.290 koku che era il doppio di quello che aveva il clan Hayashi prima di essere spostato nel dominio di Chōshū. Narinaga divenne un monaco buddista e prese il nome di Dōhan. Oggi del castello di Aka sono rimasti solo le mura e il fossato. Il castello misurava 480 metri per 57 metri ed è considerato un yama-shirō (castello di montagna).
Nel settembre del 1597 Narinaga ricostruì il santuario di Hijiri (Hijiri-jinja) che era stato distrutto da un incendio. Il santuario si trovava vicino al suo castello e al castello di Matsuoka dove abitava suo figlio. Di fronte al santuario che si trova ancora oggi ci sono cani di pietra della città e si ritiene che uno sia stato donato da Narinaga. L'anno successivo Hideyoshi morì a castello di Fushimi all'età di 63 anni.
Dopo la battaglia di Sekigahara nel 1600 sia il castello di Matsuoka che il castello di Aka vennero tolti agli Hayashi che furono trasferiti al castello di Hiroshima e al castello di Mihara.
Narinaga morì il 19 luglio 1605 all'età di 89 anni (88 nel conteggio occidentale) sopravvivendo alla maggior parte dei suoi contemporanei del periodo Sengoku. Il luogo di sepoltura rimane sconosciuto. Il tempio sacro di Narinaga oggi è il Mannen-ji a Kue, nella provincia di Aki (oggi prefettura di Hiroshima).

## Famiglia

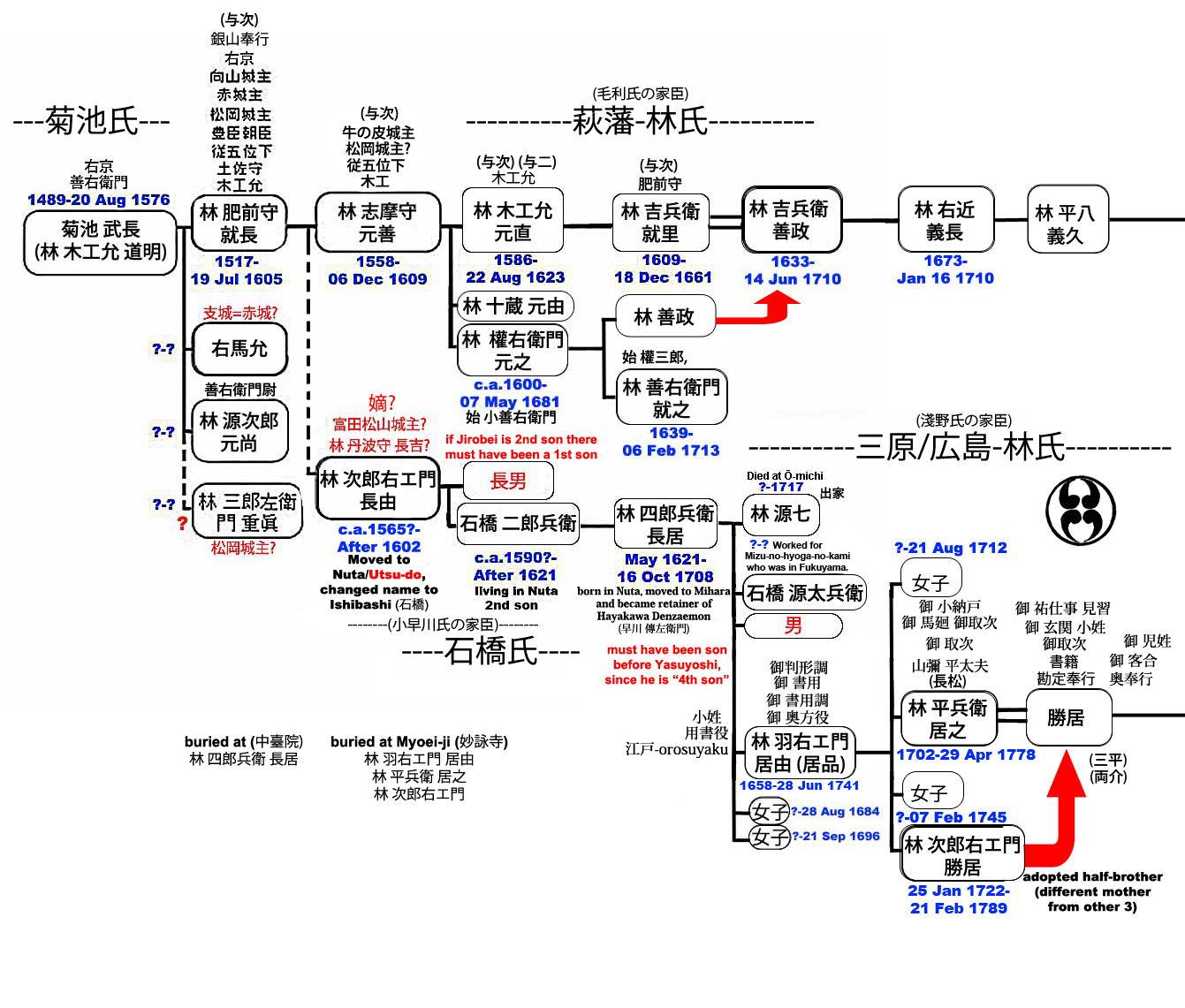
Ramo familiare fatto da Victor Larsson, discendente di Narinaga.

- Padre: Kikuchi Takenaga (菊池武長, 1489–1576)[7]
- zio?: Kikuchi Otohachi (菊池音八)
- Madre: sconosciuta, forse una donna del clan Hayashi di Kawajiri (川尻林氏).
  - Fratello: Hayashi Genjirō Motonao (林源次郎元尚), Zenuemon (善右衛門尉).[7]
  - Fratello: Hayashi Umanosuke (林右馬允), lived at Aka Castle.[7]
    - Moglie(i): sconosciuta[7]
      - Figlio: Hayashi Shima-no-kami Motoyoshi (林志摩守元善, 1558–1609), servitore di Mōri Terumoto, fu spostato al dominio di Chōshū quando Terumoto fu trasferito da Tokugawa Ieyasu. Signore del castello di Matsuoka (松岡城) che ricevette dal padre.[7]
      - figlio: Hayashi Tamba-no-kami Nagayoshi (林丹波守長吉, ? –1636), servitore di Kobayakawa Takakage, Kobayakawa Hideaki e Kobayakawa Hidekane. Si spostò a Nuta (沼田) e cambiò il cognome in Ishibashi (石橋) dopo la battaglia di Sekigahara e la fine del clan Kobayakawa. Conosciuto anche come Hayashi Jirōuemon Nagayoshi (林次郎右エ門長由) o (林次郎兵衛長早). Signore del castello di Tomita-Matsuyama (Tomita-Matsuyama-jō, 富田松山城).[10]
      - Figlia: nome sconosciuto (入江元親室, ? – ?), moglie di Irie Motochika.[7]